# Muga (Burgos)
Muga es una localidad perteneciente a la Junta de Traslaloma, en el norte de la provincia de Burgos, comunidad autónoma de Castilla y León, España. 
En la actualidad se encuentra deshabitado, y en ruinas.

## Historia
Lugar   de la Junta de Traslaloma en la  Merindad de Losa perteneciente al  Corregimiento de las Merindades de Castilla la Vieja,  jurisdicción de realengo con   regidor  pedáneo.
A la caída del Antiguo Régimen queda agregado al ayuntamiento constitucional   de Junta de Traslaloma.